# Emma Freisinger

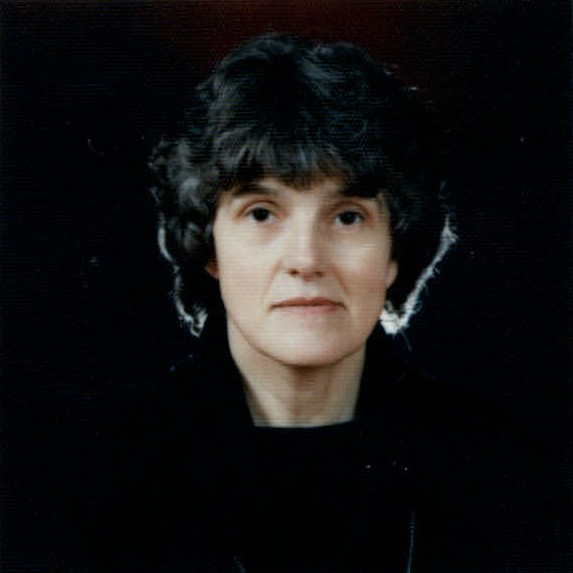
Emma Freisinger

Emma Freisinger (* 17. Dezember 1932 in Ebbs, Tirol) ist eine ehemalige österreichische Krankenschwester, die ab Anfang der 1960er Jahre in der Republik Korea wirkte und sich vor allem Leprakranken widmete. Bis zu ihrer Pensionierung leitete Emma Freisinger das von ihr gegründete Krankenhaus in Daegu. In den letzten Jahrzehnten wurde sie für ihr selbstloses Engagement vielfach ausgezeichnet.

## Leben
In den Jahren zwischen 1954 und 1958 wurde Emma Freisinger in Salzburg zur Krankenschwester ausgebildet. Ab 1958 arbeitete sie in der chirurgischen Abteilung des LKH Salzburg.

### Die ersten Jahre in Korea
Nach dem Ende der japanischen Kolonialherrschaft (1910 bis 1945) kam es zum Koreakrieg, der beide Teile des zuvor vereinten Landes als völlig verarmte Gebiete hinterließ. Bei der Ankunft Emma Freisingers in der Republik Korea im Jahr 1961 war die Infrastruktur völlig zerstört. Die Fünfziger- und Sechzigerjahre waren geprägt von Hungersnöten und der ständigen Gefahr des Ausbruchs von Seuchen. Die ärztliche Versorgung war in einem rudimentären Zustand. Die unterste Gesellschaftsschicht bildeten die Leprakranken, die großteils sogar von ihren eigenen Familien gemieden wurden.
Bei der Betreuung und Verarztung der Leprakranken hatte Emma Freisinger mehrere grundlegende Probleme, die ihre Arbeit erschwerten:
- Durch die große Anzahl Erkrankter und den Mangel an medizinisch ausgebildetem Personal konnte nur ein Teil der Betroffenen versorgt werden.
- Es fehlte an den nötigsten Medikamenten
- Die schlechte Infrastruktur machte den Weg zu den Kranken, die über das Land verstreut lebten (es gab keine Behandlungszentren) äußerst mühsam: Viele Betroffene konnten nur durch Fahrten in überfüllten Bussen auf Schotterwegen, durch stundenlange Fußmärsche oder Fahrten mit dem Boot erreicht werden.
- Das koreanische Klima, das im Sommer durch subtropische Temperaturen mit bis zu 100 Prozent Luftfeuchtigkeit und im Winter durch Kältewellen von bis zu minus 20 Grad Celsius gekennzeichnet ist, und zahlreiche Überschwemmungen der Küstenregionen, die immer wieder ganze Häuser bis zu einem Meter mit Wasser füllten.
- Da von den Erkrankten kaum jemand eine andere Fremdsprache als Japanisch beherrschte, ergaben sich zu Beginn große Verständigungsschwierigkeiten.

### Gründung der Lepraklinik
Da die Situation in den ersten Jahren wenig Aussicht auf Besserung bot, wandte sich Emma Freisinger an diverse Hilfsorganisationen, um grundlegende Voraussetzungen für ihre Arbeit schaffen zu können. Mit finanzieller Unterstützung durch die Katholische Frauenbewegung Österreichs konnte 1963 am Stadtrand von Daegu eine Grünfläche gekauft werden auf der notdürftig Baracken zur Erstversorgung von Leprakranken errichtet wurden. Wasserkanäle mussten erst gegraben werden. In den Baracken waren Schlafsäle und ein Ambulatorium für Hautkrankheiten zur Auffindung von Lepra im Frühstadium untergebracht. Die erste Zeit musste Emma Freisinger oft mehr als 100 Patienten täglich alleine behandeln, ehe sie schließlich von einer koreanischen
Universitätsklinik Unterstützung bekam. Der Grundsatz der österreichischen Krankenschwester war, die Aussätzigen körperlich und geistig zu behandeln: die Krankheit musste geheilt werden und danach galt es, die Betroffenen wieder in die Gesellschaft einzugliedern.
Im Jahr 1965 gründete Emma Freisinger das Leprakrankenhaus Daegu. Dazu wurden die für die Notversorgung errichteten Baracken aus- und umgebaut.

### Zusammenarbeit mit Hilfsorganisationen
Ab 1966 schlossen sich immer mehr koreanische Krankenhäuser zusammen und kooperierten mit der Lepraklinik. Zusammen mit der Katholischen Frauenbewegung Österreichs und dem DAHW (Deutsches Aussätzigen-Hilfswerk) führte Emma Freisinger bis zu ihrer Pensionierung 1996 unzählige Hilfsprojekte wie Aufklärungskampagnen, Schulgeldbeihilfen für Kinder von Leprakranken, Kredite für Erkrankte und Schaffung einer Existenzbasis dieser durch. Im Jahr 1978 wurde das Krankenhaus am selben Standort neu aufgebaut.
Im Neubau konnten ab sofort täglich zwischen 1000 und 1500 Patienten versorgt werden.

### Wirken in Korea nach der Pensionierung
Nach ihrer Pensionierung leitete Emma Freisinger zunächst ein Büro, in dem Spender für ihre sozialen Projekte angeworben wurden. Heute wird diese Einrichtung aufgrund Emma Freisingers fortgeschrittenem Alter von anderen Freiwilligen geführt. Die Einnahmen fließen vor allem in Medikamente, Rehabilitationsmaßnahmen und Aufklärungsarbeiten.
Freisinger besucht heute regelmäßig ehemalige Patienten.
Freisinger hat den Gang in die Öffentlichkeit nie gesucht. Ihr Lebenswerk ist nur wenigen Menschen bekannt, hauptsächlich ehemaligen Patienten, Ärzten und Kollegen.

## Auszeichnungen
Emma Freisinger erhielt eine Vielzahl von Preisen, darunter den Ho-Am-Preis (2007), der inoffiziell als koreanischer Nobelpreis bezeichnet wird. Das Preisgeld von 200.000 Dollar spendete sie ihrem Krankenhaus.